# Grzegorz Jędrzejczak
Grzegorz Jędrzejczak (ur. 1 stycznia 1951) – polski ekonomista, urzędnik państwowy i nauczyciel akademicki, doktor habilitowany nauk ekonomicznych, w latach 1990–1991 podsekretarz stanu w Ministerstwie Przekształceń Własnościowych.

## Życiorys
Ukończył studia wyższe w zakresie ekonomii na Uniwersytecie Warszawskim (1974). Uzyskał stopień doktora (1978) i doktora habilitowanego (1982). Od 1974 był nauczycielem akademickim na Wydziale Zarządzania Uniwersytetu Warszawskiego, dochodząc do stanowiska profesora nadzwyczajnego. Wykładał też m.in. na SWPS Uniwersytecie Humanistycznospołecznym. W pracy naukowej specjalizował się w zakresie ekonomii instytucjonalnej, ekonomii dobrobytu i polityki gospodarczej.
Od 1989 do 1990 pracował w biurze pełnomocnika rządu ds. przekształceń własnościowych w Ministerstwie Finansów, następnie od 23 września 1990 do 16 grudnia 1991 pełnił funkcję podsekretarza stanu w Ministerstwie Przekształceń Własnościowych. Kierował zespołem zajmującym się tworzeniem rynku kapitałowego w Polsce, został członkiem Komisji Papierów Wartościowych. Następnie przeszedł do koncernu Philip Morris. W latach 1993–2013 był ekspertem Banku Światowego w Departamencie Rozwoju Prywatnego Sektora i Systemu Finansowego Europy i Azji Centralnej, reprezentował tę instytucję m.in. na Ukrainie, Łotwie, Estonii i Azerbejdżanie. Po powrocie do Polski związał się z IBD Business School, został członkiem rady nadzorczej Polskiej Fundacji Badań nad Zarządzaniem.